# 石家荘正定国際空港
石家荘正定国際空港(せっかそうせいていこくさいくうこう)は中華人民共和国河北省石家荘市正定県にある空港。石家荘市の中心部からは32km離れている。

## 概要
1984年に開港。長さ3400mの滑走路と並行滑走路を持っているため、ボーイング 747やエアバス A380などの大型旅客機の離着陸も可能である。
現在のターミナルは北京オリンピックによる北京首都国際空港の混雑を分散化させるために計画されたもので、2008年5月に完成した。
2009年の輸送実績は旅客が132万人で中国47位、貨物が18672トンで中国38位であった。
2015年に入ると、春秋航空が6月に名古屋/中部線を開設したほか、9月には北京首都航空が6月から定期チャーター便として運航していた大阪/関西線と静岡線を相次ぎ定期化するなど、日本路線が相次ぎ開設されるようになった。

## 就航路線

### 国内線
| 航空会社           | 就航地 |
| ------------------ | --- |
| 中国国際航空（CA） | 昆明、大理、大連、銀川 |
| 中国東方航空（MU） | 上海/浦東、杭州、 |
| 中国南方航空（CZ） | 義烏、広州、大連、十堰 |
| チベット航空（TV） | 成都、蘭州 |
| 山東航空（SC）     | 海口、哈爾浜、煙台、ウルムチ、赤峰 |
| 深圳航空（ZH）     | 深圳 |
| 幸福航空（JR）     | 長沙、哈爾浜 |
| 中国聯合航空（KN） | 上海/浦東、上海/虹橋、福州、成都、海口、三亜 、オルドス |
| 海南航空（HU）     | 杭州、廈門、南昌、広州、海口、三亜、長春、包頭、承徳、張家口、蘭州 |
| 雲南祥鵬航空（8L） | 成都、昆明、哈爾浜、張家口 |
| 中国西部航空（PN） | 重慶/江北 |
| 北京首都航空（JD） | 杭州、南京、昆明、麗江、海口、三亜、瀋陽、長春、フフホト、西安 |
| 北部湾航空（GX）   | 十堰、南寧 |
| 長安航空（9H）     | 瀋陽、西安 |
| 四川航空（3U）     | 成都、重慶/江北、昆明、瀋陽、哈爾浜 |
| 成都航空（EU）     | 成都、哈爾浜、五大連地、蘭州、中衛 |
| 河北航空（NS）     | 上海/浦東、上海/虹橋、杭州、寧波、温州、南京、連運港、南通、福州、泉州、廈門、成都、重慶/江北、長沙、昆明、貴陽、南寧、桂林、 北海、広州、深圳、汕頭、海口、三亜、瓊海、承徳、秦皇島、張家口、ウルムチ、コルラ、西安、 合肥、湛江    |
| 春秋航空（9C）     | 上海/虹橋、杭州、寧波、温州、揚州、徐州、淮安、塩城、福州、廈門、成都、重慶/江北、錦陽、広元、南昌、昆明、貴陽、南寧、北海、広州、深圳、堪江、三亜、瀋陽、長春、哈爾浜、呼和浩特、包頭、承徳、張家口、ウルムチ、フフホト、銀川、蘭州 |
| 長竜航空（GJ）     | 杭州、蘭州 |
| 多彩貴州航空（GY） | 瀘州、遵義、貴陽 |

### 国際線
| 航空会社                     | 就航地                                                                     |
| ---------------------------- | -------------------------------------------------------------------------- |
| 春秋航空 （9C）              | 香港（揚州経由、徐州経由）、ソウル/仁川、プーケット（淮安経由）、東京/成田 |
| 河北航空 （NS）              | バンコク/スワンナプーム（連雲港経由)、大阪/関西                            |
| 北京首都航空 （JD）          | 大阪/関西 （合肥経由)                                                      |
| タイ・ベトジェットエア（VZ） | プーケット                                                                 |
| タイ・ライオン・エア（SL）   | パッタヤー                                                                 |
| ランメイ航空(LQ)             | シェムリアップ                                                             |
| ベトジェットエア(VJ)         | ニャチャン、ダナン                                                         |
| ベトナム航空(VN)             | ニャチャン                                                                 |
| ペガサス・フライ(EO)         | モスクワ/シェレメーチエヴォ                                                |
| ノルドスター航空(Y7)         | モスクワ/ドモジェドボ（クラスノヤルスク経由）                              |

## 周辺
ターミナルから南へ約4kmの所に高速鉄道である京石旅客専用線の正定空港駅がある。
空港から無料シャトルバスが出ており、乗り継ぎ可能。
シャトルバス: ターミナル1階の1号門前から毎時0分と30分出発、運行時間 7:00〜21:00、所要時間 10分